# Giaietto

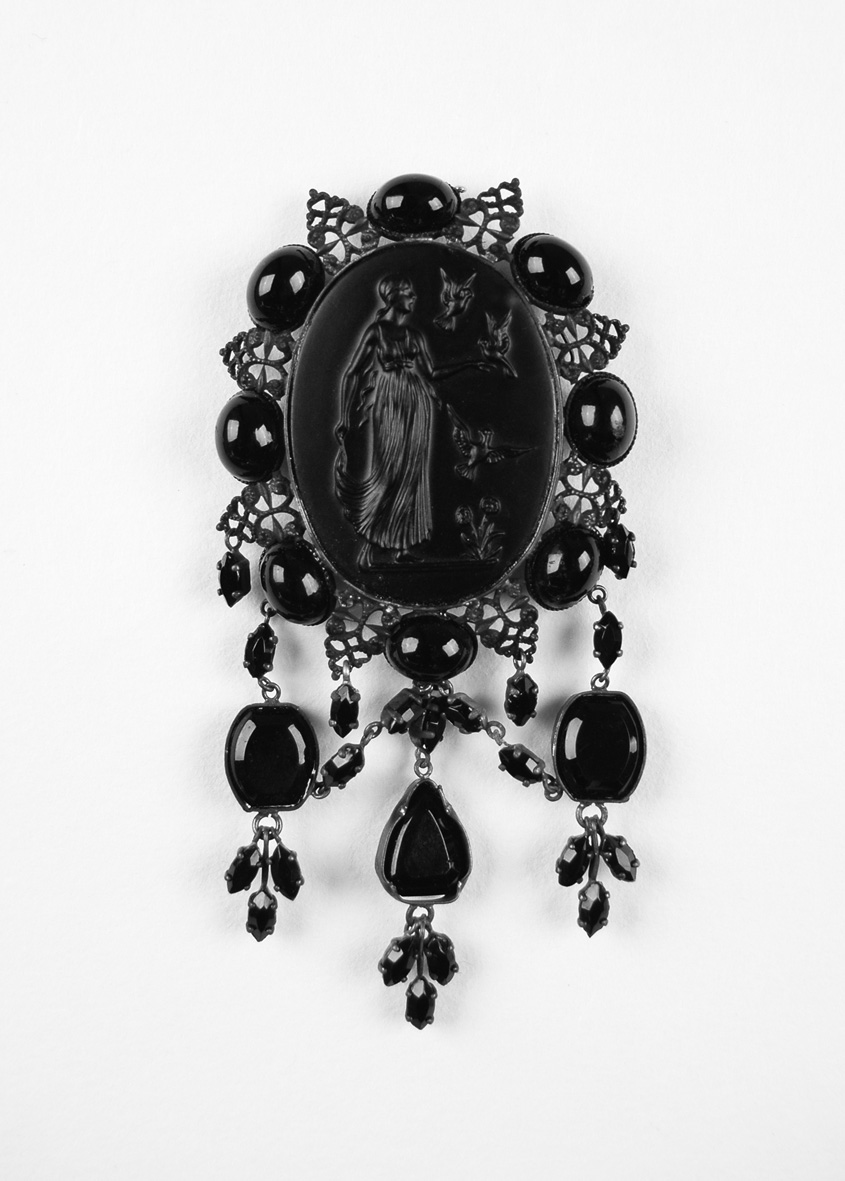
Gioiello con cammeo in giaietto

Il giaietto (o gagàte) è un mineraloide di origine vegetale. È una varietà di lignite, durezza 3-4 scala di Mohs, è quindi un materiale abbastanza tenero, di color nero brillante. Viene utilizzato in gioielleria per anelli, orecchini, braccialetti. Mediante un sistema di spazzolatura e pulitura acquisisce una brillantezza che non diminuisce col tempo. Il giaietto della zona asturiana di Villaviciosa è considerato, insieme a quello di Whitby, di qualità migliore.
L'italiano giaietto deriva dal latino "Lapis Gagates" o, più semplicemente, "Gagates", ovvero pietra del Gage. Questo era il nome di un fiume (in latino "Gages") della Licia in Asia minore. Viene chiamato anche ambra nera, tuttavia, il giaietto non è una resina fossile ma un minerale simile al carbone, solo più duro, anche se può in qualche modo ricordare l'ambra.
Nella lingua italiana, la parola giaietto viene usata molto raramente, e per indicare per lo più un certo tipo di nero, il "nero giaietto", appunto. Viene invece usata varie volte in molti romanzi inglesi (jet) o francesi (jais), come termine di paragone o come pietra ornamentale.

## Storia
L'utilizzo del giaietto in oreficeria è molto antico. Gli archeologi hanno ritrovatto dei gioielli, in alcune tombe del II secolo a. c. nello Yorkshire. Gioielli in questo materiale si ritrovano un po' in tutte le società antiche, evolute intorno al Mediterraneo. Inoltre, fu utilizzato anche per creare amuleti perché gli furono attribuite virtù magiche. Questa tradizione si protrasse fino al Medioevo, tanto che questi amuleti venivano venduti lungo il Cammino di Santiago di Compostela.
Il giaietto ritornò molto di moda grazie alla regina Vittoria che, a seguito della morte dell'amato consorte, lanciò la moda dei gioielli in giaietto. Erano spesso definiti dei gioielli da lutto e visto il prezzo elevato, furono utilizzati anche altri materiali neri per l'orificeria, come l'onice e il vetro nero.

## Caratteristiche chimico-fisiche
- Sistema cristallino: amorfo[1]
- Durezza secondo la scala di Mohs: 2,5-3[1], 2,5-4[6]
- Peso specifico: 1,30-1,35 g/cm³[6]
- Sfaldatura: assente[1][6]
- Frattura: concoide[1][6]
- Colore: nero[1]
- Colore della polvere/Striscio: bruno[1], marrone-nero[6]
- Lucentezza: da picea a vitrea (solo se lucidato)[1] sericea[6]
- Fluorescenza: assente[1][6]
- Trasparenza: opaco[6]
- Dispersione: assente[6]

Se viene bruciato il giaietto emana un odore acre di carbone.

## Abito cristallino
Amorfo.

## Origine e giacitura
Il giaietto è un legno fossilizzato di una conifera della famiglia delle Araucarie esistente in Europa 180 milioni di anni fa, nel periodo Giurassico dell'Era Mesozoica, che si estinse circa 60 milioni di anni fa ed il cui legno si è trasformato in seguito alle enormi pressioni subite.
Il giaietto si trova in rocce sedimentarie che risalgono al Lias.

## Forme in cui si presenta in natura
La struttura del mineraloide è uniforme e compatta ma a volte si può trovare in strutture fibrose o con inclusioni di quarzo o di pirite. A volte sono presenti delle inclusioni di pirite.

## Il taglio
Il giaietto viene intagliato in sfere, a sfaccettature, a cabochon oppure viene inciso.

## Materiali simili
- Vulcanite;[1]
- Bachelite;[1][6]
- Un vetro nero chiamato giaietto francese usato tipicamente in Francia negli anni venti del XX secolo.[1]
- Vetri fusi[6]
- Gomma vulcanizzata[6]
- Carbone "cannelcoal"[6]

## Località di ritrovamento

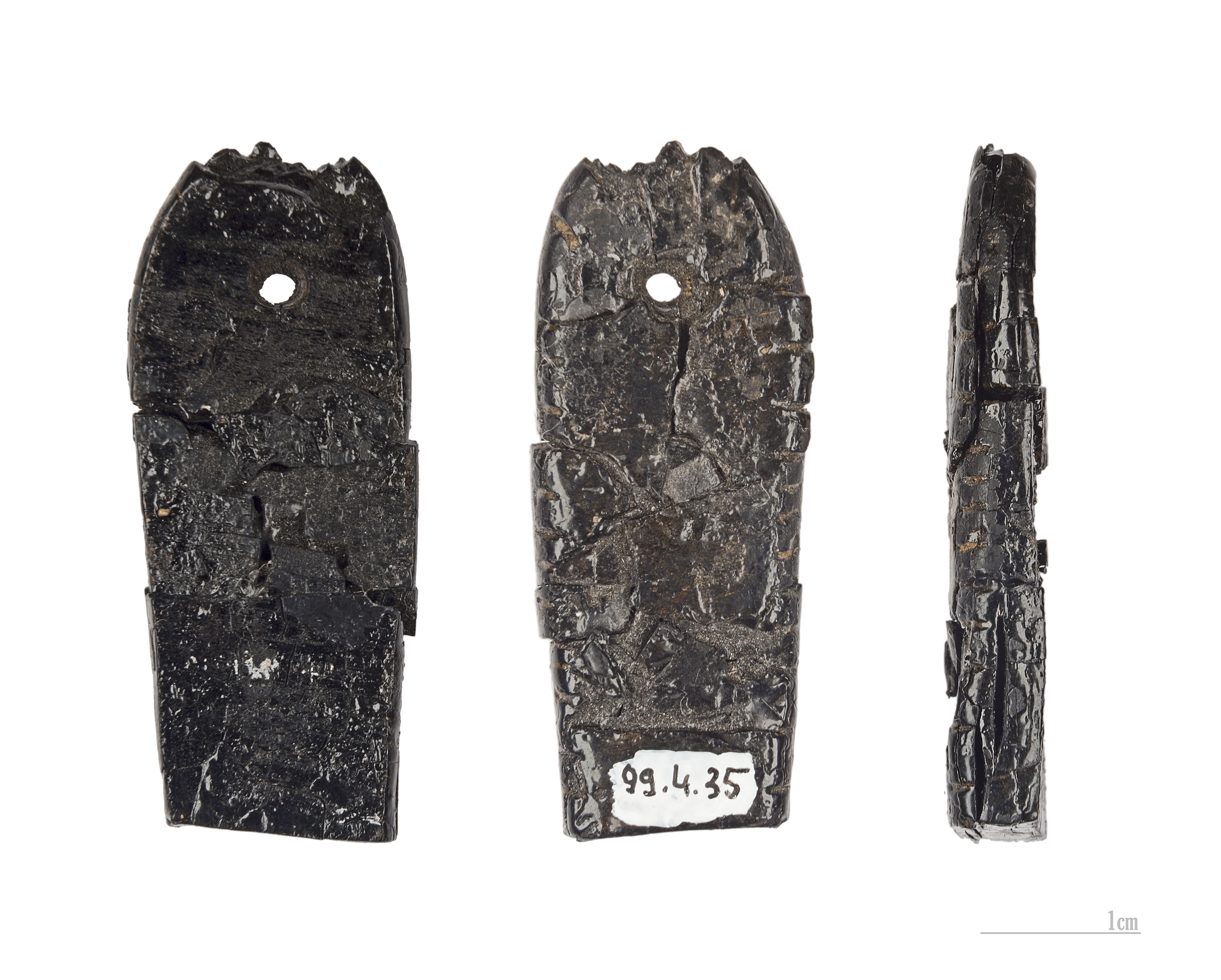
Ciondolo in giaietto, Magdaleniano

Nello Yorkshire, presso Whitby, ove esiste un'industria di lavorazione del giaietto ed un museo specializzato.
Altre località di ritrovamento sono vari depositi in Spagna; Francia; Germania; Stati Uniti e Russia.